# Maison natale de Pierre Bayle
La maison natale de Pierre Bayle, philosophe protestant du XVIIe siècle, est située dans la rue principale du village du Carla-Bayle dans l'Ariège en région Occitanie (France).
À l'intérieur de la maison, une exposition permanente présente le parcours biographique et intellectuel de Pierre Bayle (1647-1706) et son rayonnement dans l’Europe des XVIIe et XVIIIe siècles, à travers une collection de documents, de livres, d’objets, de vidéos, ainsi que la reconstitution de son cabinet de travail à Rotterdam.
Elle est labellisée « Maisons des Illustres » depuis 2012.
La maison est également le lieu d'un centre de documentation (le Cedre) avec une bibliothèque spécialisée sur l’œuvre de Bayle et son contexte (protestantisme ariégeois, diaspora huguenote en Europe, philosophie et littérature de l’âge classique).
Elle est enfin le siège de l'association Autour de Pierre Bayle qui a pour objectif de favoriser la connaissance de Pierre Bayle et de son œuvre par de multiples animations.

## Historique

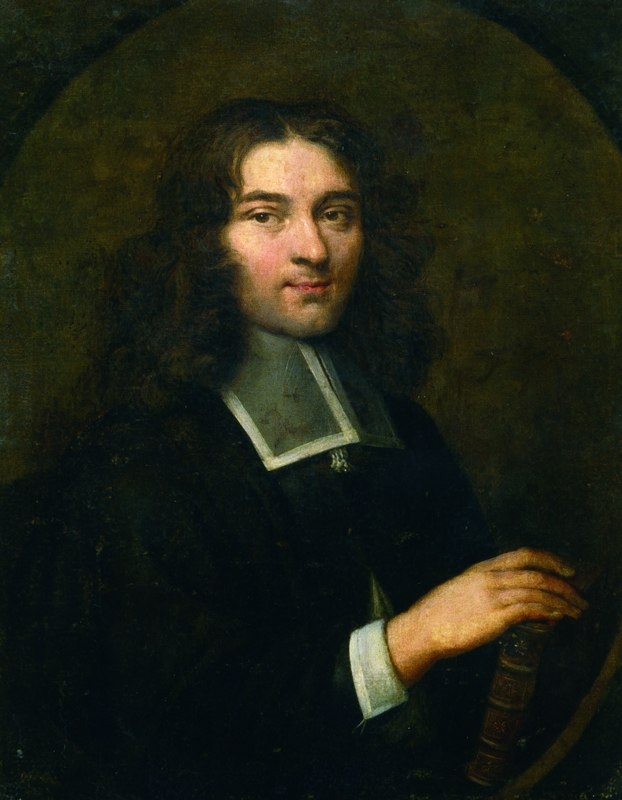
Pierre Bayle par Louis Ferdinand Elle le jeune.

Pierre Bayle est le fils d'un pasteur protestant. La maison où il est né et a passé son enfance était devenue le presbytère catholique du village et, petit à petit, a été laissée à l'abandon.
Sous l'impulsion d'Élisabeth Labrousse (1914-2000), universitaire spécialiste de Pierre Bayle, l'Association des amis de Pierre Bayle, dont elle était présidente, rachète la maison en 1967. Elle sera par la suite revendue à la municipalité du Carla. C'est à l'occasion du bicentenaire de la Révolution française que la maison sera entièrement rénovée et étendue pour en faire un lieu de mémoire.
Conçue avec le concours du musée de Rotterdam, une exposition évoque la vie du philosophe, de son enfance au Carla à sa mort en exil à Rotterdam, ainsi que son parcours intellectuel et biographique, et plus généralement, l'histoire du protestantisme en France sous Louis XIV.
La maison a été inaugurée le 18 novembre 1989 par Lionel Jospin, alors ministre de l’Éducation du gouvernement de Michel Rocard.